# 榎本博明
榎本 博明（えのもと ひろあき、1955年8月14日 - ）は、日本の心理学者。
東京都生まれ。東京大学教育学部教育心理学科卒業。東芝市場調査課勤務の後、東京都立大学 (1949-2011)大学院心理学専攻博士課程中退。1994年、「自己開示に関する心理学的研究」で、東京都立大学より博士（心理学）の学位を取得。川村短期大学講師、大阪大学人間科学部助教授等を経て、2003年に名城大学人間学部教授、2011年に退職し、MP人間科学研究所代表となる。

## 著書
- 『魅力 愛の深層心理』オンタイム出版創拓社 1986 「あなたの魅力をひきだす心理学」三笠書房知的生きかた文庫
- 『人間関係おもしろ心理学 男と女・親と子・おじさんと若者』日本実業出版社 1987
- 『夫婦・親子の心理学 "仕事"で忙しいお父さんのための』日本実業出版社・エスカルゴ・ブックス 1988
- 『内向型だからうまくいく そのままの自分でラクに生きるための方法』日本実業出版社 1990 「そのままの自分を活かす心理学 内向性を強さに変えるヒント」PHP文庫
- 『心理学なるほど・ふしぎ講座 人間がわかる・読める=道具としての心理学』日本実業出版社 1991
- 『説得上手は聞き上手 相手をその気にさせる法』ダイヤモンド社 1992
- 『仕事に役立つ心理学 上手な説得からストレスコントロールまで』日本実業出版社 1993 「仕事で使える心理学」日経文庫
- 『もう恋愛で悩まない』ソニー・マガジンズ 1993 「恋愛の心理学」三笠書房知的生きかた文庫
- 『あなたらしく生きるヒント 心理テストで魅力up!』PHP研究所 1994
- 『あなたの魅力をひきだす心理学』三笠書房 1996
- 『自殺 生きる力を高めるために』サイエンス社 ライブラリ思春期の"こころのSOS" 1996
- 『情報ネットワーク時代のよい人間関係のつくり方』日本実業出版社 1996
- 『性格の見分け方』創元社 1996
- 『自己開示の心理学的研究』北大路書房 1997
- 『子どもに生きる力を! お母さんへのアドバイス』創元社 1998
- 『「自己」の心理学 自分探しへの誘い』サイエンス社 1998
- 『人の性格がわかる心理学』日本実業出版社 1999
- 『自分の性格が活かせる心理学 人生に失敗しないための40のアドバイス』大和出版 2000
- 『<ほんとうの自分>のつくり方 自己物語の心理学』講談社現代新書 2002
- 『仕事力を2倍に高める対人心理術』日経ビジネス人文庫 2003
- 『図解でわかるはじめての自己分析 いまの自分が見えてくる心理学』日本実業出版社 2003
- 『はじめてふれる心理学』サイエンス社 ライブラリ心の世界を学ぶ 2003
- 『社会人のための「本当の自分」づくり』講談社+α新書 2006
- 『性格をちょっとだけ変えてみる本』成美文庫 2006
- 『記憶はウソをつく』祥伝社新書 2009
- 『裁判員のための記憶と証言の心理』おうふう 2009
- 『気持ちを伝え合う技術 心理学者に学ぶ』創元社 2010
- 『不思議なくらいやる気がわく教科書』三笠書房 2010
- 『あなたの"対話力"を10倍にする心理テクニック 質問共感傾聴こそが相手を動かす!』アニモ出版 2011
- 『「上から目線」の構造』日経プレミアシリーズ 2011
- 『記憶の整理術 忘れたい過去を明日に活かす』PHP新書 2011
- 『自己分析&心理テスト モヤモヤした自分を解消』産業能率大学出版部 2011
- 『つらい記憶がなくなる日 豊かな人生を手に入れるか、過去を失うか』主婦の友新書 2011
- 『「人と上手につき合える子ども」に育てる36の処方箋 自己心理学の権威が説く子どもを自立させる方法』主婦の友社 Como子育てbooks 2011
- 『ビジネス教養としての心理学入門』日本経済新聞出版社 2011
- 『「上から目線」の扱い方』アスコム 2012
- 『99%の人が知らない「内向型な自分」の磨き方』経済界新書 2012
- 『自分の「生き方」をつくる59の言葉 「何をやるか」より「どうやるか」』実務教育出版 2012
- 『「すみません」の国』日経プレミアシリーズ 2012
- 『ビックリするほどよくわかる記憶のふしぎ 眠っているときに記憶が整理される?記憶力を高める技術とは?』ソフトバンククリエイティブ・サイエンス・アイ新書 2012
- 『やる気がいつの間にかわいてくるたった1つの方法』日本実業出版社 2012
- 『「俺は聞いてない！」と怒りだす人たち』朝日新書、2012
- 『「やりたい仕事」病』日経プレミアシリーズ 2012
- 『病的に自分が好きな人』幻冬舎新書 2012
- 『近しい相手ほど許せないのはなぜか』角川SSC新書 2012
- 『「自分はこんなもんじゃない」の心理 「根拠のない自信」が人生を変える』PHP新書 2013
- 『心理学者が教える思うように人の心を動かす話し方』アスコム 2013
- 『なぜ部下は「言い訳」するのか』大和書房 2013
- 『お子様上司の時代』日経プレミアシリーズ 2013
- 『はじめてふれる心理学』サイエンス社 ライブラリ心の世界を学ぶ 2013
- 『人づき合いが楽になる20のコツ だれとでも!苦手なあの人!』新潮社 2013
- 『図解でわかる人間関係に役立つ心理学』アニモ出版 2014
- 『上司の常識は、部下にとって非常識』クロスメディア・パブリッシング 2014
- 『「聴いてるつもり」症候群』集英社 2014
- 『つらい仕事が楽しくなる心のスイッチ』日経ビジネス人文庫 2014
- 『ディベートが苦手、だから日本人はすごい』朝日新書 2014
- 『子どもへの「怒り」を上手にコントロールできる本』PHP研究所 2014
- 『「イラッとくる」の構造』ベスト新書 2014
- 『バラエティ番組化する人々 あなたのキャラは「自分らしい」のか?』廣済堂新書 2014
- 『「正論バカ」が職場をダメにする』青春出版社 青春新書INTELLIGENCE 2015
- 『子どもを「叱りすぎたあと」にお母さんがやるべきこと』PHP研究所 2015
- 『薄っぺらいのに自信満々な人』日本経済新聞出版社 日経プレミアシリーズ 2015
- 『孤独は、チャンス! 心理学でわかる"自分の中にエネルギーがわいてくる"7つのカギ』三笠書房 2015
- 『モチベーション・マネジメント』産業能率大学出版部 2015
- 『〈自分らしさ〉って何だろう? 自分と向き合う心理学』ちくまプリマー新書 2015
- 『なぜ、その「謙虚さ」は上司に通じないのか?』KADOKAWA 2015
- 『「過剰反応」社会の悪夢』角川新書 2015
- 『モチベーションの新法則』日経文庫 2015
- 『ほめると子どもはダメになる』新潮新書 2015
- 『「自分らしさ」って何だろう？』ちくまプリマー新書 2015
- 『孤独は、チャンス！』三笠書房 2015
- 『モチベーション・マネジメント』産業能率大学出版部 2015
- 『「過剰反応」社会の悪夢』角川新書 2015
- 『薄っぺらいのに自信満々な人』日経プレミアシリーズ 2015
- 『モチベーションの新法則』日経文庫 2015
- 『仕事でチャンスに強い人は、レジリエンスを高めている』KADOKAWA  2016
- 『中高年がキレる理由』平凡社新書 2016
- 『「みっともない」と日本人』日経プレミアシリーズ 2016
- 『ネガティブ思考力』幻冬舎 2016
- 『「嫌われたくない」をどうするか？』三五館 2016
- 『記憶力を高める科学』サイエンス・アイ新書 2016
- 『他人を引きづりおろすのに必死な人』ＳＢ新書 2016
- 『傷つきやすくて困った人』イースト・プレス 2016
- 『「やさしさ」過剰社会』ＰＨＰ新書 2016
- 『母ロス』幻冬舎新書 2017
- 『「おもてなし」という残酷社会』平凡社新書 2017
- 『カイシャの３バカ』朝日新書 2017
- 『心を強くするストレスマネジメント』日経文庫 2017
- 『「自分のすごさ」を匂わせてくる人』サンマーク出版 2017
- 『その「英語」が子どもをダメにする』青春新書 2017
- 『それって、「悩みぐせ」かもしれませんよ－自分でカウンセリングする技術』創元社 2017
- 『正しさをゴリ押しする人』角川新書 2017
- 『「忖度」の構造』イースト・プレス 2017
- 『はじめてふれる人間関係の心理学』サイエンス社 2018
- 『「対人不安」って何だろう？』ちくまプリマ－新書 2018
- 『かかわると面倒くさい人』日経プレミアシリーズ 2018
- 『自己実現という罠ー悪用される「内発的動機づけ』平凡社新書 2018
- 『ビジネス心理学100本ノック』日経文庫 2018
- 『孤独―ひとりのときに、人は磨かれる』クロスメディア・パブリッシング 2018
- 『はじめてふれる産業・組織心理学』サイエンス社 2019
- 『「上から目線」の構造<完全版>』日経ビジネス人文庫 2019
- 『なぜイヤな記憶は消えないのか』角川新書 2019
- 『50歳からのむなしさの心理学』朝日新書 2019
- 『伸びる子どもは○○がすごい』日経プレミアシリーズ 2019
- 『体育会系上司』ワニブックス 2020
- 『わかりやすいパーソナリティ心理学』サイエンス社 2020
- 『「さみしさ」の力』ちくまプリマ－新書 2020
- 『教育現場は困ってる 薄っぺらな大人をつくる実学志向』平凡社新書 2020
- 『ビジネス心理学大全』日経ＢＰ 2020
- 『面倒くさい人のトリセツ』河出夢新書 2020
- 『わかりやすい教育心理学』サイエンス社 2021
- 『読書をする子は○○がすごい』日経プレミアシリーズ 2021

### 共編著
- 『現代心理学』林洋一共編 北大路書房 1986
- 『子どもの問題行動事典』林洋一共編著 北樹出版 1987
- 『現代心理学講義』林洋一共編著 北大路書房 1991
- 『人間科学としての心理学』伊藤康児共編 勁草書房 1992
- 『教育心理・生徒指導のキーワード』飯野晴美、宮嶋秀光共編著 北樹出版 1998
- 『サイコロジー こころの発達と教育』飯野晴美,藤森進共編著 北大路書房 2000
- 『青年心理学』編 ブレーン出版 2003 心理学の基礎と応用シリーズ
- 『人間関係の心理学』編 ブレーン出版 2003 心理学の基礎と応用シリーズ
- 『発達教育学』編 ブレーン出版 2003
- 『家族心理学』編 ブレーン出版 2004 心理学の基礎と応用シリーズ
- 『教育心理学』編 ブレーン出版 2004 心理学の基礎と応用シリーズ
- 『人格心理学』新訂 桑原知子共編著 放送大学 2004
- 『セルフ・アイデンティティ 拡散する男性像』編 至文堂、2007 「現代のエスプリ」別冊
- 『自己心理学 2 生涯発達心理学へのアプローチ』編 金子書房 2008
- 『自己心理学 5 パーソナリティ心理学へのアプローチ』岡田努共編 金子書房 2008
- 『家族心理学』編著 おうふう 2009
- 『パーソナリティ心理学 人間科学、自然科学、社会科学のクロスロード』安藤寿康、堀毛一也共著 2009 有斐閣アルマ
- 『人間関係の心理学』編著 おうふう 2010
- 『発達心理学』編著 おうふう 2010
- 『カウンセリング心理学』編著 おうふう 2011
- 『自己心理学の最先端 自己の構造と機能を科学する』編著 あいり出版 2011
- 『青年心理学』編著 おうふう 2012
- 『「ゆるく生きたい」若者たち 彼らはなぜ本気になれないのか?』立花薫共著 廣済堂新書 2013
- 『人の目を気にして成功する人、失敗する人』立花薫共著 dZERO 2014
- 『人事のための心理アセスメント 活用のための実践ガイド』古澤照幸共編 日本文化科学社 2015

### 翻訳
- V.J.デルレガ, A.L.チェイキン『ふれあいの心理学 孤独からの脱出』1983 有斐閣選書R
- J.クロガー『アイデンティティの発達 青年期から成人期』編訳 北大路書房 2005
- 『フランクルつらいときに力をくれる100の言葉 新訳 どうしたら苦しい状況を前向きに生きられるのか』こう書房 2013